# Anna Amalia Bergendahl
Anna Amalia Bergendahl (1827–1899) là một nhà văn, nhà xuất bản, nhà từ thiện và người theo chủ nghĩa bãi nô người Hà Lan. Bà đóng một vai trò quan trọng trong phong trào bãi nô ở Hà Lan.
Năm 1856, bà thành lập hội những người theo chủ nghĩa bãi nô  'Dames-Comité ter Bevordering van de Evangelieverkondiging en de Afschaffing der Slavernij', một hội nhóm dành cho nữ giới với mục đích xóa bỏ chế độ nô lệ ở Surinam thuộc Hà Lan.